# Guillaume-Olivier Doré
 (janvier 2025).
L'article doit être relu — et modifié si nécessaire — par des contributeurs indépendants pour apporter un regard critique aux contributions effectuées , tant sur la forme (notamment concernant le style encyclopédique, la proportionnalité) que sur le fond (la neutralité de point de vue, la qualité et l'indépendance des sources).
Pour les articles homonymes, voir Doré.
Guillaume-Olivier Doré, né le 28 novembre 1970 à Neuilly-sur-Seine (France), est un entrepreneur français.

## Biographie

### Jeunesse
Guillaume-Olivier Doré naît le 28 novembre 1970 à Neuilly-sur-Seine,. 
Il étudie à l'EM Lyon où il obtient un MBA.

### Parcours d'investisseur
Il rejoint l'investisseur britannique 3i en 1997 et participe à l'ouverture du bureau de Lyon. Il réalisera son premier investissement en organisant la reprise de la station de sports d'hiver de Chamrousse avec Transmontagne,.
Il crée l'activité "corporate venture" d'IBM Global Financing à Paris en 1999 et rejoint Apax Partners en 2001, chargé du développement.
Il participe à la fondation d'Agregator Capitalspécialisée dans le Private Equity.
Il rachète la société en 2010 et la renomme Backbone Capital. En 2012, il renonce finalement à réaliser la cotation du fonds Agregator Capital en Bourse.
Il rachète en 2013 le fonds d'investissement OTC et il devient président d'OTC Agregatoret gère alors de 500 millions d'euros. La société compte 20 salariés, réalise 15,5m€ de chiffre d'affaires et 4,2 m€ de résultat. Les fonds sont investit dans plus de 150 entreprises régionales à tous les stades de maturité. Il vend l'entreprise en 2016.
Il devient administrateur du groupe ACG en 2016 et entre au conseil de surveillance de Capital Croissance.
Il rejoint A Plus Finance en 2021 pour opérer l'implantation du fonds à Bordeaux avant de devenir en mars 2022 et coresponsable de l'activité "Impact Investing".
Dans ce cadre, il lance à Bordeaux le fonds InvESS't NA, dédié au financement des entreprises de l'Économie Sociale et Solidaire, et accompagné par la Banque des Territoires et la région Nouvelle Aquitaine.
En janvier 2023, il lance depuis Bordeaux, en partenariat avec le Groupe SOS, le fonds  Impact Source, le premier fonds de fonds européen à impact destiné aux fonds d'investisement à impact et visant 200 millions d'euros.

### Parcours entrepreneurial
En 2001, il cofonde avec Jérôme Lebon et Gérard Hascoët, la medtech Theraclion, financée par des investisseurs, puis cotée en Bourse en 2012.
En 2004, il cofonde avec Dan Serfaty, Thierry Lunati et Marc Reeb, le réseau social professionnel Viaduc, qui deviendra Viadeo, coté en Bourse en 2014.
En 2016, il cofonde à Bordeaux la société d'édition de logiciels SaaS Elwin (tout d'abord sous le nom de Robin'Finance puis de Mieuxplacer.com), et en devient actionnaire majoritaire avec 1,5m€ investis sur les 6 m€ levés auprès de Business Angels. La société, qui souffre de la crises financière, se place volontairement sous la protection du Tribunal de Commerce le 06 avril 2022 pour céder les actifs à des acquéreurs industriel et organiser le reclassement de l'équipe.

### Parcours associatif
Entre 2020 et 2023, il est président de Finaqui, qui fédère 200 business angels en Nouvelle-Aquitaine. En septembre 2021, Il lance Evergreen, un véhicule d'investissement de l'association, avec un objectif de collecte et d’investissement d'un million d'euros par an.

### Médias
Il a produit une brève "Bourse et Tech" dans la Newsletter quotidienne "Le Journal de Demain" éditée par le Journal du Dimanche, un article sur l'épargne et les placements dans ce même support chaque vendredi, et des articles de fond mensuellementjusqu'en juin 2023.
En 2015, il se lance les médias en créant  Fintech mag, consacré à la finance et l'innovation qui deviendra Finance Mag en 2019.
En 2020, il crée et devient directeur de la revue d'intelligence économique Say.
En 2022, il rachète le titre de PQR "www.aqui.fr" à la barre du Tribunal de Commerce de Bordeaux.
En 2021, la levée de fonds destinée à financer la relance de ses médias parvient à réunir 120 000 €, au-dessus de l'objectif de 100 000 €.

## Publication

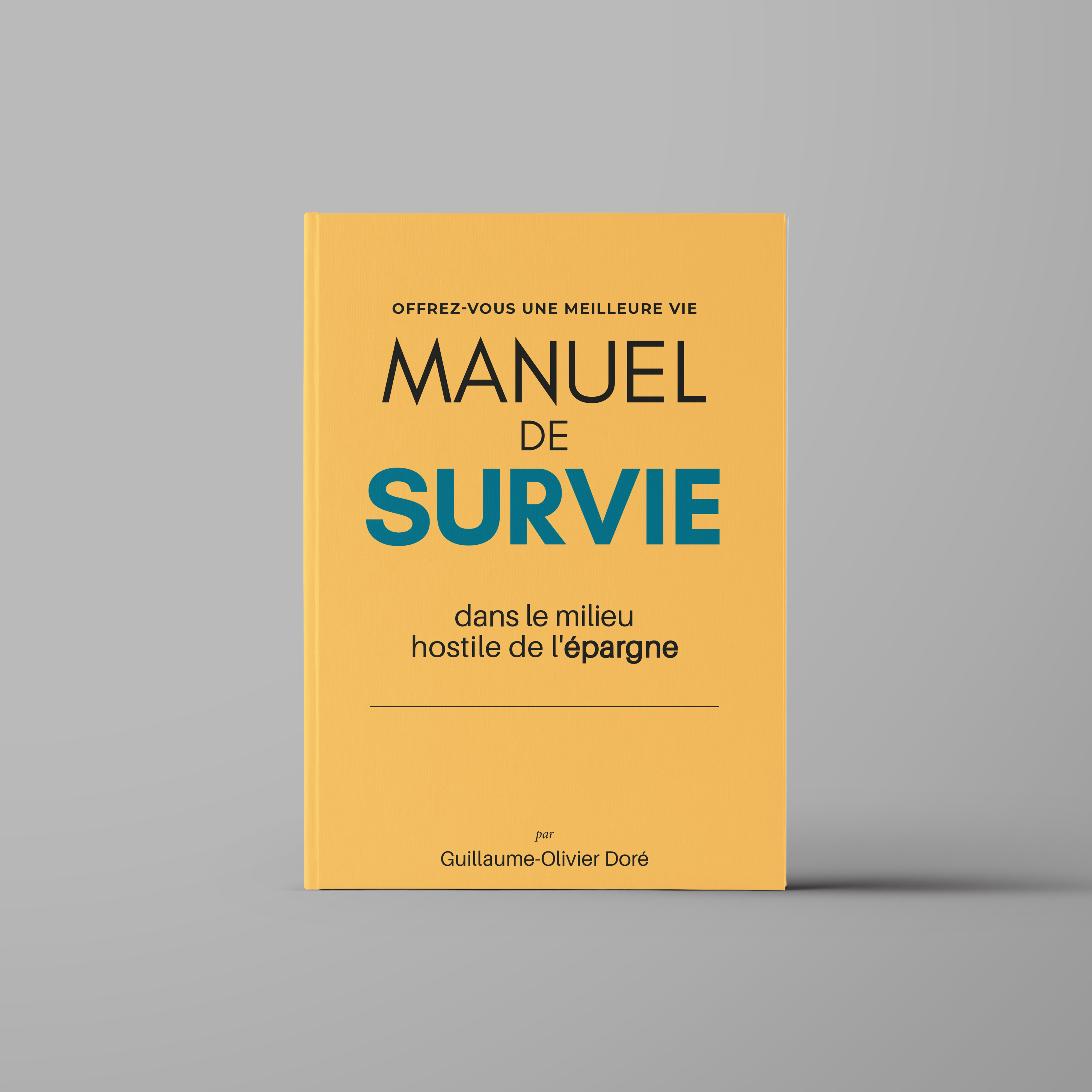

- Manuel de survie dans le milieu hostile de l'épargne, Casa Express, 2019 (ISBN 9789954611616)